# Iglesia de Santa María del Castillo (Torrecilla de la Orden)
La iglesia parroquial de Santa María del Castillo es un templo católico ubicado en la localidad de Torrecilla de la Orden (Provincia de Valladolid, Castilla y León, España). 
Se trata de un templo con tres naves separadas por pilares, con bóveda de yeso en la nave central y de cañón con lunetos en las laterales. Cúpula rebajada en la capilla mayor y artesonado mudéjar de delicada labor de adornos en formas de lazos. También tiene un interesante retablo plateresco. 

## Historia
Se empezó a edificar la torre de estilo mudéjar durante el siglo XV, sobre basamento de piedra sillar, hasta el arranque del campanario. Posteriormente se continuó con estilo renacentista del siglo XVI y principios del XVII, con campanario y cornisa clásica. Y por último, corona la torre, una bella cúpula barroca en ochavo de finales del siglo XVII con arquerías vanas en cada uno de sus ocho lados rematados con cornisa cubierta por cúpula sesgada, airosa linterna y cupulín cónico, rematado con bola armillar de cobre y cruz veleta de hierro forjado.

## Galería

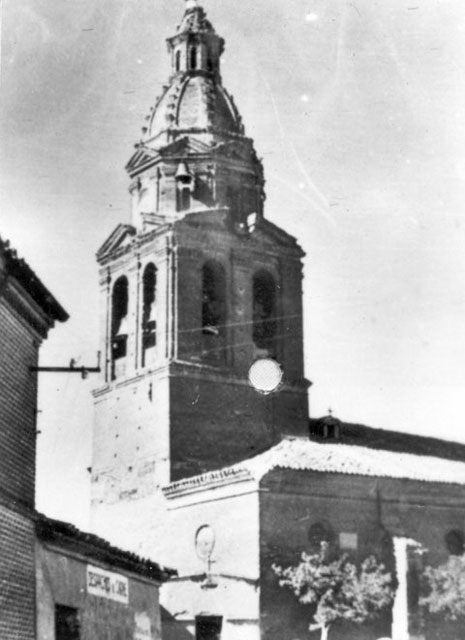
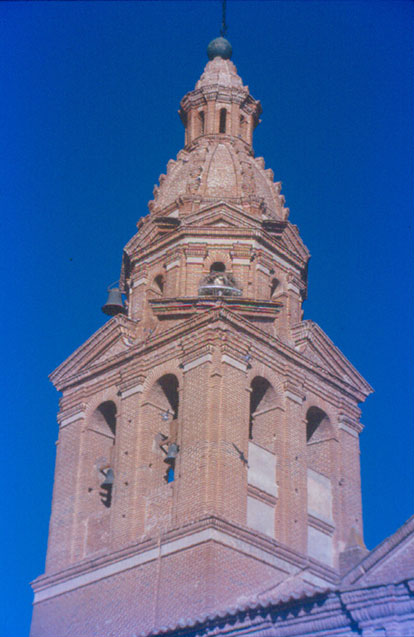